# 9e étape du Tour de France 1999
Pour un article plus général, voir Tour de France 1999.
La 9e étape du Tour de France 1999 s'est déroulée le mardi 13 juillet 1999. Elle part du Grand-Bornand et arrive à Sestrières, en Italie.

## La course
La météo est orageuse pour le départ de la première étape de montagne de ce tour 1999 s'élançant du Grand-Bornand et arrivant en Italie (Sestrière ). Le col du marais et celui de la Tamié respectivement classés en 3eme et 2eme catégorie sont montés par un peloton compact. Une échappée se forme après le sprint composé de 5 coureurs Piccoli Gougot,Van Bakker,Arrietta et Mondini. Les hommes de tête arrivent au pieds du col du télégraphe avec 5 minutes 40 sur le peloton mené par Richard Virenque . Malheureusement l'échappée se brise laissent Arrietta seul devant avec 5'30 d'avance sur le peloton au sommet du télégraphe. Le peloton éclate dans la montée du Galibier et 10 coureurs se retrouvent seul derrière Arrieta : Virenque, Dufaux, Contreras, Armstrong, Gotti, Zülle, Livingston, Beltran ,Castelblanco et Escartin. Arrieta n'a qu’une petite minute 40 d'avance sur les favoris alors que derrière les rêves de victoire finale s'effacent pour Christophe Moreau alors 2eme du Classement général et Abraham Olano qui reste bloqué dans un groupe à l'arrière après avoir été lâché par Virenque dans la montée du Galibier. Arrieta est repris par le groupe des favoris dans la descente du Galibier. Livingston chute et lâche totalement. Au pied du col de Montgenèvre le groupe maillot jaune à 1' d'avance sur le groupe Moreau et Olano et 1'25 au col. On entame donc la dernière difficulté de la journée avec l'arrivée à Sestrières. Au pied Gotti et Escartin attaquent et réussissent à conserver une avance de 22 secondes sur les favoris. Finalement Armstrong attaque les favoris et fait la jonction à 4 kilomètres de l’arrivée avant que les trois hommes ne soient rejoints par Zülle à 6 km de l'arrivée avant que Armstrong attaque avec force et lâche tous les coureurs de son groupe Zülle peut suivre mais pas indéfiniment et fini 2e à '31 devant le groupe de Gotti et Escartin à 1'32. Olano finit à 3 minutes de son principal adversaire et perd beaucoup de temps sur Zülle et les autres favoris  ,

## Classement de l'étape
| \| Classement de l'étape \| Classement de l'étape \| Classement de l'étape \| Classement de l'étape \| Classement de l'étape \| \| Coureur \| Coureur \| Pays \| Équipe \| Temps \| \| --------------------- \| ------------------------ \| --------------------- \| --------------------- \| --------------------- \| \| 1er \| Lance Armstrong \| États-Unis \| US Postal Service \| DQ \| \| 2e \| Alex Zülle \| Suisse \| Banesto \| + 31 s \| \| 3e \| Fernando Escartín \| Espagne \| Kelme-Costa Blanca \| + 1 min 26 s \| \| 4e \| Ivan Gotti \| Italie \| Polti \| + 1 min 26 s \| \| 5e \| Manuel Beltrán \| Espagne \| Banesto \| + 2 min 27 s \| \| 6e \| Richard Virenque \| France \| Polti \| + 2 min 27 s \| \| 7e \| Carlos Alberto Contreras \| Colombie \| Kelme-Costa Blanca \| + 2 min 29 s \| \| 8e \| Kurt Van de Wouwer \| Belgique \| Lotto-Mobistar \| + 3 min 10 s \| \| 9e \| Abraham Olano \| Espagne \| ONCE-Deutsche Bank \| + 3 min 10 s \| \| 10e \| Laurent Dufaux \| Suisse \| Saeco-Cannondale \| + 3 min 30 s \| |                          |            |                    |              |
| |                          |            |                    |              |
| |                          |            |                    |              |
| Classement de l'étape |                          |            |                    |              |
| Coureur | Coureur                  | Pays       | Équipe             | Temps        |
| 1er | Lance Armstrong          | États-Unis | US Postal Service  | DQ           |
| 2e | Alex Zülle               | Suisse     | Banesto            | + 31 s       |
| 3e | Fernando Escartín        | Espagne    | Kelme-Costa Blanca | + 1 min 26 s |
| 4e | Ivan Gotti               | Italie     | Polti              | + 1 min 26 s |
| 5e | Manuel Beltrán           | Espagne    | Banesto            | + 2 min 27 s |
| 6e | Richard Virenque         | France     | Polti              | + 2 min 27 s |
| 7e | Carlos Alberto Contreras | Colombie   | Kelme-Costa Blanca | + 2 min 29 s |
| 8e | Kurt Van de Wouwer       | Belgique   | Lotto-Mobistar     | + 3 min 10 s |
| 9e | Abraham Olano            | Espagne    | ONCE-Deutsche Bank | + 3 min 10 s |
| 10e | Laurent Dufaux           | Suisse     | Saeco-Cannondale   | + 3 min 30 s |

## Classement général
Cette première étape de montagne provoque de nouveau de nombreux changements pour le classement général. Le porteur du maillot jaune et vainqueur de l'étape l'Américain Lance Armstrong (US Postal Service) conserve son maillot jaune de leader et augmente sensiblement son avance sur ces plus proches poursuivants. Seulement 20e de l'étape, le Français Christophe Moreau (Festina-Lotus) sevoit doubler par l'Espagnol Abraham Olano (ONCE-Deutsche Bank). Ce dernier se retrouve donc second mais avec maintenant plus de six minutes de retard sur le leader. Avec une deuxième place à l'étape, le Suisse Alex Zülle (Banesto) gagne encore trente places et se retrouve quatrième.
| \| Classement général \| Classement général \| Classement général \| Classement général \| Classement général \| \| Coureur \| Coureur \| Pays \| Équipe \| Temps \| \| ------------------ \| ------------------ \| ------------------ \| -------------------------------- \| ------------------ \| \| 1er \| Lance Armstrong \| États-Unis \| US Postal Service \| DQ \| \| 2e \| Abraham Olano \| Espagne \| ONCE-Deutsche Bank \| + 6 min 03 s \| \| 3e \| Christophe Moreau \| France \| Festina-Lotus \| + 7 min 44 s \| \| 4e \| Alex Zülle \| Suisse \| Banesto \| + 7 min 47 s \| \| 5e \| Laurent Dufaux \| Suisse \| Saeco-Cannondale \| + 8 min 07 s \| \| 6e \| Daniele Nardello \| Italie \| Mapei-Quick Step \| + 8 min 39 s \| \| 7e \| Ángel Casero \| Espagne \| Vitalicio Seguros-Grupo Generali \| + 8 min 54 s \| \| 8e \| Fernando Escartín \| Espagne \| Kelme-Costa Blanca \| + 9 min 01 s \| \| 9e \| Richard Virenque \| France \| Polti \| + 10 min 02 s \| \| 10e \| Pavel Tonkov \| Russie \| Mapei-Quick Step \| + 10 min 34 s \| |                   |            |                                  |               |
| |                   |            |                                  |               |
| |                   |            |                                  |               |
| Classement général |                   |            |                                  |               |
| Coureur | Coureur           | Pays       | Équipe                           | Temps         |
| 1er | Lance Armstrong   | États-Unis | US Postal Service                | DQ            |
| 2e | Abraham Olano     | Espagne    | ONCE-Deutsche Bank               | + 6 min 03 s  |
| 3e | Christophe Moreau | France     | Festina-Lotus                    | + 7 min 44 s  |
| 4e | Alex Zülle        | Suisse     | Banesto                          | + 7 min 47 s  |
| 5e | Laurent Dufaux    | Suisse     | Saeco-Cannondale                 | + 8 min 07 s  |
| 6e | Daniele Nardello  | Italie     | Mapei-Quick Step                 | + 8 min 39 s  |
| 7e | Ángel Casero      | Espagne    | Vitalicio Seguros-Grupo Generali | + 8 min 54 s  |
| 8e | Fernando Escartín | Espagne    | Kelme-Costa Blanca               | + 9 min 01 s  |
| 9e | Richard Virenque  | France     | Polti                            | + 10 min 02 s |
| 10e | Pavel Tonkov      | Russie     | Mapei-Quick Step                 | + 10 min 34 s |

## Classements annexes
| Classement par points | Classement par points | Classement par points | Classement par points | Classement par points |
| Coureur               | Coureur               | Pays                  | Équipe                | Points                |
| --------------------- | --------------------- | --------------------- | --------------------- | --------------------- |
| 1er                   | Stuart O'Grady        | Australie             | Crédit Agricole       | 187 pts               |
| 2e                    | Erik Zabel            | Allemagne             | Deutsche Telekom      | 174 pts               |
| 3e                    | George Hincapie       | États-Unis            | US Postal Service     | 139 pts               |
| 4e                    | Tom Steels            | Belgique              | Mapei-Quick Step      | 129 pts               |
| 5e                    | Christophe Capelle    | France                | BigMat-Auber 93       | 120 pts               |

| Classement par points | Classement par points | Classement par points | Classement par points | Classement par points |
| Coureur               | Coureur               | Pays                  | Équipe                | Points                |
| --------------------- | --------------------- | --------------------- | --------------------- | --------------------- |
| 1er                   | Stuart O'Grady        | Australie             | Crédit Agricole       | 187 pts               |
| 2e                    | Erik Zabel            | Allemagne             | Deutsche Telekom      | 174 pts               |
| 3e                    | George Hincapie       | États-Unis            | US Postal Service     | 139 pts               |
| 4e                    | Tom Steels            | Belgique              | Mapei-Quick Step      | 129 pts               |
| 5e                    | Christophe Capelle    | France                | BigMat-Auber 93       | 120 pts               |

| Classement de la montagne | Classement de la montagne | Classement de la montagne | Classement de la montagne | Classement de la montagne |
| Coureur                   | Coureur                   | Pays                      | Équipe                    | Points                    |
| ------------------------- | ------------------------- | ------------------------- | ------------------------- | ------------------------- |
| 1er                       | Richard Virenque          | France                    | Polti                     | 81 pts                    |
| 2e                        | Lance Armstrong           | États-Unis                | US Postal Service         | DQ                        |
| 3e                        | Mariano Piccoli           | Italie                    | Lampre-Daikin             | 78 pts                    |
| 4e                        | José Luis Arrieta         | Espagne                   | Banesto                   | 70 pts                    |
| 5e                        | Laurent Dufaux            | Suisse                    | Saeco-Cannondale          | 47 pts                    |

| Classement de la montagne | Classement de la montagne | Classement de la montagne | Classement de la montagne | Classement de la montagne |
| Coureur                   | Coureur                   | Pays                      | Équipe                    | Points                    |
| ------------------------- | ------------------------- | ------------------------- | ------------------------- | ------------------------- |
| 1er                       | Richard Virenque          | France                    | Polti                     | 81 pts                    |
| 2e                        | Lance Armstrong           | États-Unis                | US Postal Service         | DQ                        |
| 3e                        | Mariano Piccoli           | Italie                    | Lampre-Daikin             | 78 pts                    |
| 4e                        | José Luis Arrieta         | Espagne                   | Banesto                   | 70 pts                    |
| 5e                        | Laurent Dufaux            | Suisse                    | Saeco-Cannondale          | 47 pts                    |

| Classement du meilleur jeune | Classement du meilleur jeune | Classement du meilleur jeune | Classement du meilleur jeune | Classement du meilleur jeune |
| Coureur                      | Coureur                      | Pays                         | Équipe                       | Temps                        |
| ---------------------------- | ---------------------------- | ---------------------------- | ---------------------------- | ---------------------------- |
| 1er                          | Benoît Salmon                | France                       | Casino                       | 39 h 41 min 49 s             |
| 2e                           | Mario Aerts                  | Belgique                     | Lotto-Mobistar               | + 2 min 38 s                 |
| 3e                           | Luis Pérez Rodríguez         | Espagne                      | ONCE-Deutsche Bank           | + 9 min 47 s                 |
| 4e                           | Salvatore Commesso           | Italie                       | Saeco-Cannondale             | + 16 min 38 s                |
| 5e                           | Francisco Mancebo            | Espagne                      | Banesto                      | + 20 min 29 s                |

| Classement du meilleur jeune | Classement du meilleur jeune | Classement du meilleur jeune | Classement du meilleur jeune | Classement du meilleur jeune |
| Coureur                      | Coureur                      | Pays                         | Équipe                       | Temps                        |
| ---------------------------- | ---------------------------- | ---------------------------- | ---------------------------- | ---------------------------- |
| 1er                          | Benoît Salmon                | France                       | Casino                       | 39 h 41 min 49 s             |
| 2e                           | Mario Aerts                  | Belgique                     | Lotto-Mobistar               | + 2 min 38 s                 |
| 3e                           | Luis Pérez Rodríguez         | Espagne                      | ONCE-Deutsche Bank           | + 9 min 47 s                 |
| 4e                           | Salvatore Commesso           | Italie                       | Saeco-Cannondale             | + 16 min 38 s                |
| 5e                           | Francisco Mancebo            | Espagne                      | Banesto                      | + 20 min 29 s                |

| Classement par équipes | Classement par équipes | Classement par équipes | Classement par équipes |
| Équipe                 | Équipe                 | Pays                   | Temps                  |
| ---------------------- | ---------------------- | ---------------------- | ---------------------- |
| 1re                    | US Postal Service      | États-Unis             | 118 h 59 min 48 s      |
| 2e                     | ONCE-Deutsche Bank     | Espagne                | + 6 min 12 s           |
| 3e                     | Festina-Lotus          | France                 | + 8 min 24 s           |
| 4e                     | Mapei-Quick Step       | Belgique               | + 12 min 37 s          |
| 5e                     | Banesto                | Espagne                | + 17 min 11 s          |

| Classement par équipes | Classement par équipes | Classement par équipes | Classement par équipes |
| Équipe                 | Équipe                 | Pays                   | Temps                  |
| ---------------------- | ---------------------- | ---------------------- | ---------------------- |
| 1re                    | US Postal Service      | États-Unis             | 118 h 59 min 48 s      |
| 2e                     | ONCE-Deutsche Bank     | Espagne                | + 6 min 12 s           |
| 3e                     | Festina-Lotus          | France                 | + 8 min 24 s           |
| 4e                     | Mapei-Quick Step       | Belgique               | + 12 min 37 s          |
| 5e                     | Banesto                | Espagne                | + 17 min 11 s          |